# Cerastium novoguinense
Cerastium novoguinense är en nejlikväxtart som beskrevs av A. Gilli. Cerastium novoguinense ingår i släktet arvar, och familjen nejlikväxter. Inga underarter finns listade i Catalogue of Life.